# Tenchi muyō! (serie animata)
Tenchi muyō! (天地無用！? lett. "Inutile Tenchi"), è un anime televisivo del 1995 prodotto dalla AIC e dalla Pioneer LCD in 26 episodi. È vagamente basato sui primi sei episodi dell'OAV Chi ha bisogno di Tenchi?. Questa serie ha avuto due seguiti cinematografici Chi ha bisogno di Tenchi? The movie - Tenchi muyo in love (uscito nel 1996) e Chi ha bisogno di Tenchi? The movie - Memorie lontane (uscito nel 1999).
In questa serie vengono introdotti tre nuovi personaggi: la collega di Mihoshi, Kiyone Makibi (che in realtà era già apparsa in "Mihoshi Special"), il rivale di Ryoko Nagi, ed il suo cabbit, Ken-Ohki.
Rispetto a Chi ha bisogno di Tenchi?, le personalità di alcuni personaggi sono leggermente differenti: Washu è praticamente una psicopatica, egocentrica con manie di grandezza, mentre il personaggio di Mihoshi Kuramitsu è molto più comico che nella serie OAV.

## Trama
Tenchi Masaki può sembrare un normale diciassettenne che vive nella campagna giapponese, dato che non sa ancora cosa lo aspetta in futuro. Quando la piratessa spaziale Ryoko, inseguita da due agenti della polizia intergalattica, finisce per schiantare la propria astronave nella proprietà del tempio del nonno di Tenchi, il ragazzo viene risucchiato in una avventura, che lo porterà in orbita nello spazio profondo ed oltre.

## Episodi

Logo dell'anime come appare nella sigla di apertura.

| Nº                                                                  | Giapponese 「Kanji」 - Rōmaji - Traduzione letterale                                                                                             | In onda           | In onda |
| Nº                                                                  | Giapponese 「Kanji」 - Rōmaji - Traduzione letterale                                                                                             | Giapponese        |         |
| Chikyū hen (地球篇? "Parte della Terra") (10 episodi)               | |                   |         |
| 1                                                                   | 「問答無用」 - Mondō muyō! – "Dialogo inutile!"                                                                                                  | 2 aprile 1995     |         |
| 2                                                                   | 「皇女無用」 - Ōjo muyō! – "Principessa inutile!"                                                                                                | 9 aprile 1995     |         |
| 3                                                                   | 「心配無用」 - Shinpai muyō! – "Preoccupazione inutile!"                                                                                         | 16 aprile 1995    |         |
| 4                                                                   | 「妖怪無用」 - Yōkai muyō! – "Yōkai inutile!" | 23 aprile 1995    |         |
| 5                                                                   | 「相棒無用」 - Aibō muyō! – "Compagno inutile!"                                                                                                  | 30 aprile 1995    |         |
| 6                                                                   | 「駐在無用」 - Chūzai muyō! – "Residenza inutile!"                                                                                               | 7 maggio 1995     |         |
| 7                                                                   | 「縁日無用」 - Ennichi muyō! – "Fiera inutile!"                                                                                                  | 14 maggio 1995    |         |
| 8                                                                   | 「天才無用」 - Tensai muyō! – "Genio inutile!"                                                                                                   | 21 maggio 1995    |         |
| 9                                                                   | 「追憶無用」 - Tsuioku muyō! – "Ricordo inutile!"                                                                                                | 28 maggio 1995    |         |
| 10                                                                  | 「宿敵無用」 - Shukuteki muyō! – "Vecchio nemico inutile!"                                                                                       | 4 giugno 1995     |         |
| Tokubetsu kōgyō (特別興行? lett. "Spettacolo speciale") (3 episodi) | |                   |         |
| 11                                                                  | 「天地開闢 時空道行 前編」 - Tenchi kaibyaku - Jikū michiyu - Zenpen – "Creazione dell'universo - Il viaggio dello spazio-tempo - Prima parte"   | 11 giugno 1995    |         |
| 12                                                                  | 「天地開闢 時空道行 中編」 - Tenchi kaibyaku - Jikū michiyu - Chūhen – "Creazione dell'universo - Il viaggio dello spazio-tempo - Seconda parte" | 18 giugno 1995    |         |
| 13                                                                  | 「天地開闢 時空道行 後編」 - Tenchi kaibyaku - Jikū michiyu - Kōhen – "Creazione dell'universo - Il viaggio dello spazio-tempo - Parte finale"   | 25 giugno 1995    |         |
| Uchū hen (宇宙篇? "Parte dell'universo") (13 episodi)               | |                   |         |
| 14                                                                  | 「反乱無用」 - Hanran muyō! – "Rivolta inutile!"                                                                                                 | 2 luglio 1995     |         |
| 15                                                                  | 「逃亡無用」 - Tōbō muyō! – "Fuga inutile!" | 9 luglio 1995     |         |
| 16                                                                  | 「潜伏無用」 - Senpuku muyō! – "Inutile nascodersi!"                                                                                             | 16 luglio 1995    |         |
| 17                                                                  | 「空腹無用」 - Kūfuku muyō! – "Fame inutile!" | 23 luglio 1995    |         |
| 18                                                                  | 「幽霊無用」 - Yūrei muyō! – "Fantasma inutile!"                                                                                                 | 30 luglio 1995    |         |
| 19                                                                  | 「爆走無用」 - Bakuhashi muyō! – "Fuggitivi inutili!"                                                                                            | 6 agosto 1995     |         |
| 20                                                                  | 「水着無用」 - Mizugi muyō! – "Costume da bagno inutile!"                                                                                        | 13 agosto 1995    |         |
| 21                                                                  | 「関所無用」 - Sekisho muyō! – "Posto di blocco inutile!"                                                                                        | 20 agosto 1995    |         |
| 22                                                                  | 「騎士無用」 - Kishi muyō! – "Cavaliere inutile!"                                                                                                | 27 agosto 1995    |         |
| 23                                                                  | 「因縁無用」 - Innen muyō! – "Destino inutile!"                                                                                                  | 3 settembre 1995  |         |
| 24                                                                  | 「魎呼無用」 - Ryōko muyō! – "Ryoko inutile!" | 10 settembre 1995 |         |
| 25                                                                  | 「決戦無用」 - Kessen muyō! – "Battaglia decisiva inutile!"                                                                                      | 17 settembre 1995 |         |
| 26                                                                  | 「結論無用」 - Ketsuron muyō! – "Conclusione inutile!"                                                                                           | 24 settembre 1995 |         |

## Colonna sonora
Sigla di apertura
- Tenchi muyō!, cantata da Sonia. ne esiste una versione in lingua giapponese ed una in inglese.

Sigla di chiusura
- Ginga de chokuritsu hokō ("Passeggiando per la galassia"), cantata da Ai Orikasa e Yumi Takada.

A seconda della sequenza di animazione che viene mostrata nella sigla finale, la canzone è cantata da un seiyuu differente. Le versioni Volleyball e Fishing Ryo-Ohki sono cantate da Ai Orikasa, mentre la versione Ayeka in Space è cantata da Yumi Takada.